# Ânfora do Suicídio de Ajax

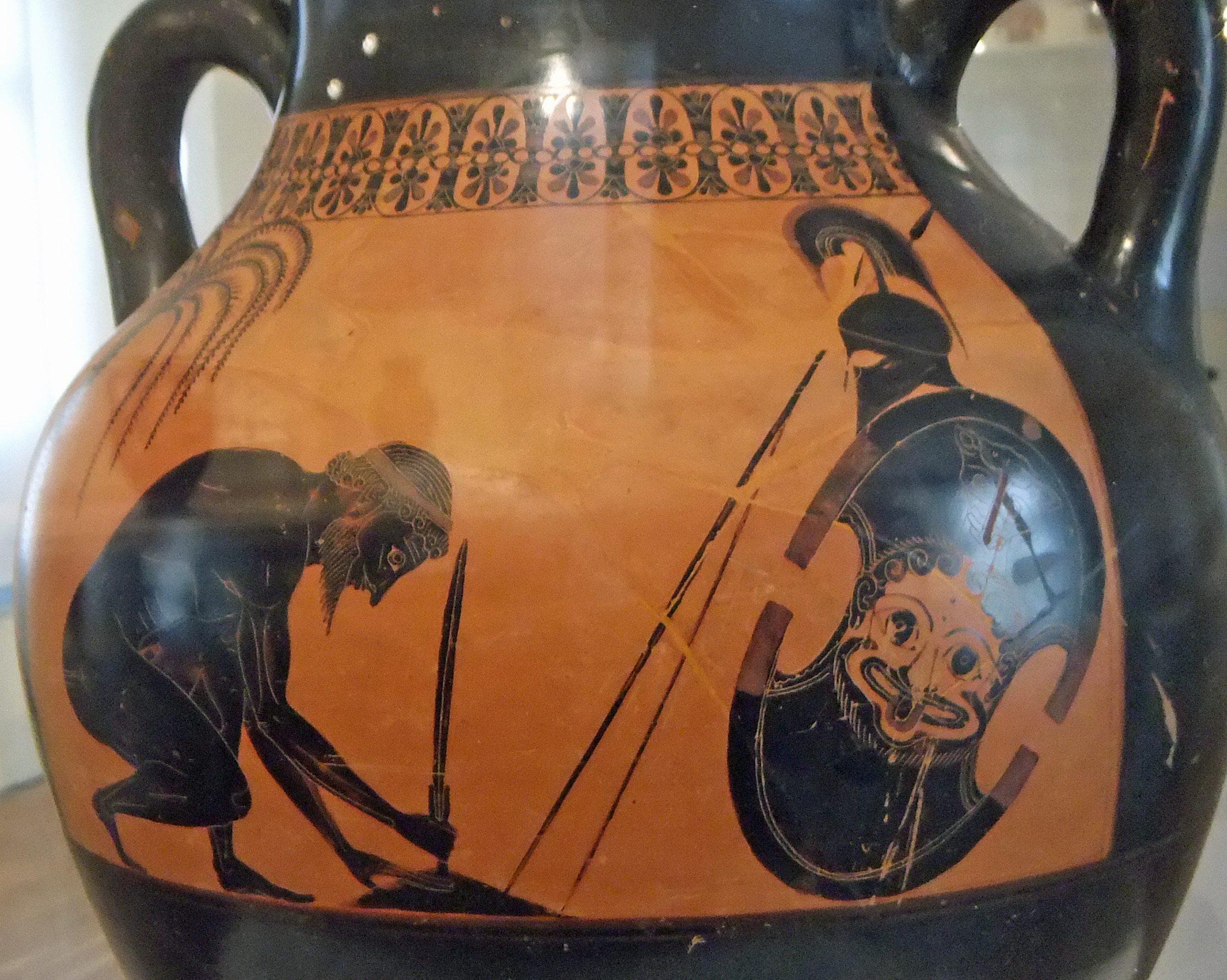
Suicídio de Ajax, do pintor de vasos de figuras negras Exequias, ca. 540-530 a.C.

O Vaso do Suicídio de Ajax, do mestre de figuras negras Exekias, retrata o suicídio de Ajax  numa ânfora de pescoço, pintada no estilo de figuras negras . Actualmente encontra-se no Château-musée de Boulogne-sur-Mer, na França. O pintor foi Exéquias , que criou esta obra em Atenas no final do período arcaico , por volta do ano 530 a.C.. A cena mostra Ajax a preparar-se para o suicídio. Ajax aparece no meio, curvado sobre a sua espada, que está a colocar no chão. Existe uma árvore de um lado e a sua armadura (com o seu capacete voltado para a cena e um gorgônio com o seu escudo) do outro lado. Há uma linha de decoração geométrica na parte superior da cena e na parte inferior da ânfora.

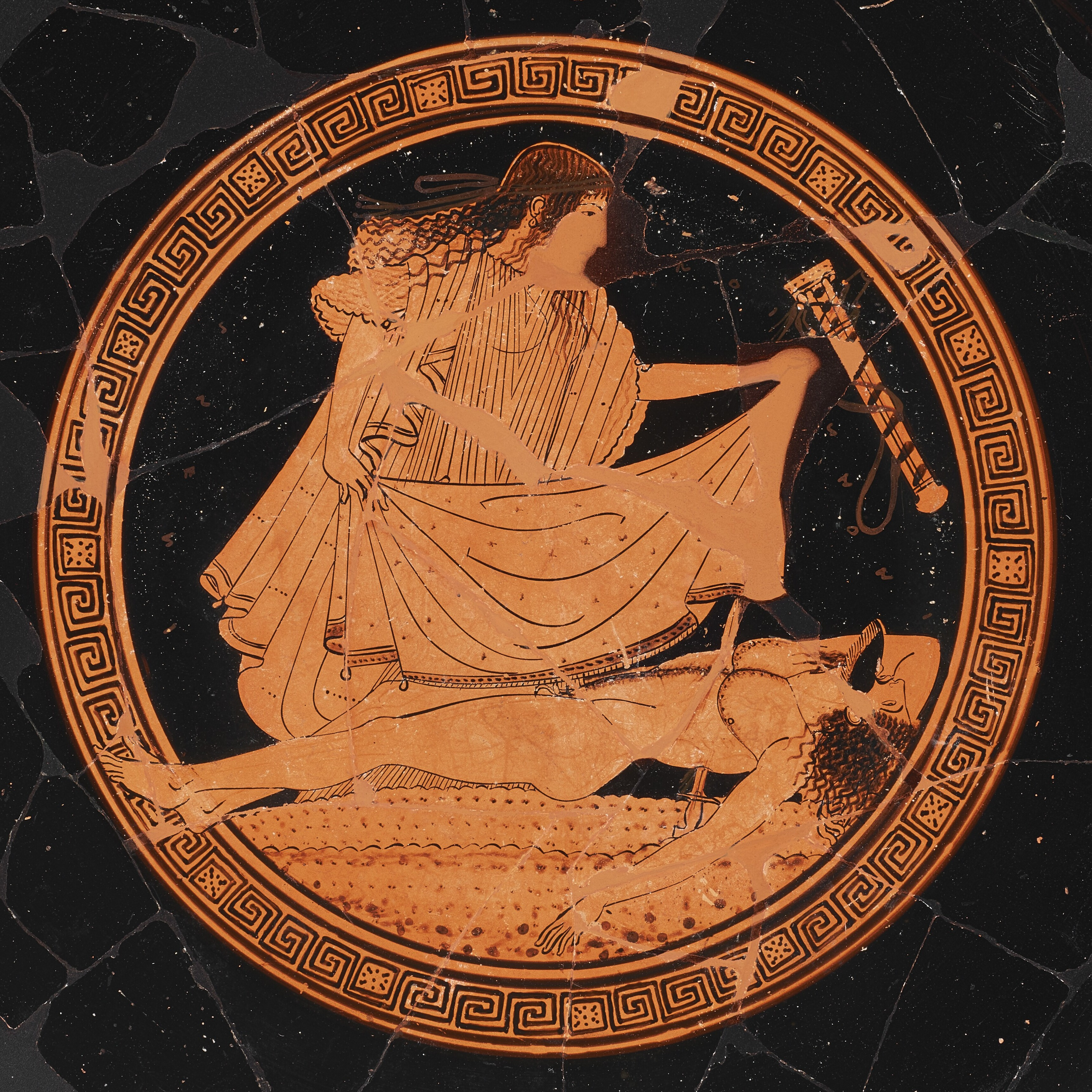
Suicídio de Ajax pelo pintor de figuras vermelhas Brygos, ático kylix de figuras vermelhas (taça de vinho), ca. 490 a.C. Museu Getty (86.AE.286)

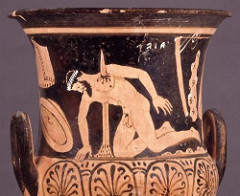
Suicídio de Ajax, cratera de cálice etrusca de figuras vermelhas, ca. 400-350 a.C. Museu Britânico 1867,0508.1328.

Embora a versão de Exequias do Suicídio de Ajax seja particularmente conhecida, Existem outros exemplos desta cena, de outros pintores de vasos, que também sobreviveram. Incluem uma cena de figuras vermelhas num Kylix (taça de vinho) atribuída ao Pintor de Brygos (ca. 490 a.C.) no Museu Getty e uma cena de figuras vermelhas num Kylix-cratera etrusco (ca. 400-350 a.C.) agora no Museu Britânico.